# 尾形聡子
尾形 聡子（おがた さとこ、1976年9月12日 - ）は、日本の女性声優、歌手。以前はオスカープロモーションに所属していた。

## 略歴
- 1999年、ラジオ番組『平成アニメっ娘倶楽部』のユニット「小梅伍」としてデビュー。
- 2000年4月から2001年7月まで、声優ユニット企画「KiraKira☆メロディ学園」2期生に参加していた。
- 尾形聡子ソロとして、3か月に1回のソロライブ他、月に4、5回のジョイントライブ&イベント出演。

## 出演

### テレビアニメ
- 仰天人間バトシーラー（サンバニー / フェスティーバニー）

### OVA
- ランジェリー戦士 パピヨンローゼ（女性戦闘員）

### ゲーム
時期不明
- THE 裁判〜新米司法官 桃田司の10の裁判ファイル〜

2002年
- 彼岸花（川原菜つみ）
- THE 推理〜新たなる20の事件簿〜（南ちゃん）

2003年
- 三洋パチンコパラダイス9〜新海おかわりっ!〜（シンディ吉岡）

2005年
- ブロックス倶楽部 with バンピートロット（キャプテン・シブレット）
- ポンコツ浪漫大活劇バンピートロット（キャプテン・シブレット）
- 三洋パチンコパラダイス11〜新海とさらば銀玉の狼〜（シンディ吉岡）

### ボイスドラマ
- 燃えろ!青空学園青春部（仮）（豪徳寺麗華）
- センチメントの季節（第1話・第2話・第7話）
- ギャラリーフェイク（第2話・第4話）

### ドラマCD
- 燃えろ!青空学園青春部!!（仮）青春しよ!（豪徳寺麗華）

### ラジオ
- 平成アニメっ娘倶楽部（九州朝日放送、KBCラジオ）
- さゆらぢ〜青春部マネージャー〜（パーソナリティ）
- はっぴースロットSSS（パーソナリティ）
- さとらぢ（パーソナリティ）
- SORAのハイウェーブRADIO
- まるごとグッドないと。（FM西東京）
- まるごとグッドないと。番外編
- くまちゃんのアニメチックランド
- 不思議な森へ行こう

### ナレーション
- 黄金鷲団
- 鈴木タイムラー
- THE 鈴木タイムラー
- パケラジ「NANA」
- 映画「明日があるさ THE MOVIE」劇場館内ナレーション（Re:Japan「明日があるさ」・Fayray「touch me, kiss me」CD紹介）
- SkyPerfec TV・フジテレビ721 フジテレビ成人式・お台場イベント「はたちたち2004」
- 三重野瞳企画アルバム「23、4」
- KBCラジオ企画VD「小梅伍の巻」

### CM
- TOMY ディズニーキャラクターズ できちゃうノートパソコン（ボーカル）
- セガトーイ ペットノート2（ナレーション）
- セレシス（ボーカル）
- カトランホーム（ボーカル）
- マイクロスピードノンスポーツダイエット（ナレーション）
- 木下楽器（ボーカル）
- 大宮レックス（ボーカル）
- 石倉クリニック（ボーカル）
- 地建総業（ボーカル）
- こころホーム（ボーカル）
- いわき（ボーカル）
- 匠屋（ボーカル）
- リクルートコスモス（VP(声)）
- バンダイ ドラえもんロボット（ナレーション）
- 富士通乾電池（ボーカル）
- 日本マテリアル
- 埼玉モーターフェスタ（ナレーション）
- 墓石情報センター（ボーカル・ナレーション）
- 東北楽天ゴールデンイーグルスオフィシャルグッズ（ナレーション）

## ディスコグラフィ

### シングル
| 枚  | 発売日        | タイトル | 規格品番  | 最高位 |
| --- | ------------- | -------- | --------- | ------ |
| 1st | 2004年5月15日 | 空の彼方 | JOIS-0004 | 圈外   |

### アルバム
| 枚  | 発売日        | タイトル | 規格品番  | 最高位 |
| --- | ------------- | -------- | --------- | ------ |
| 1st | 2004年1月15日 | Material | JOIS-0001 | 圈外   |

### コラボアルバム
| 枚  | 発売日       | タイトル      | 規格品番 | 備考               |
| --- | ------------ | ------------- | -------- | ------------------ |
| 1st | 2011年9月9日 | ムゲンダイ〜∞ | SIZU-1   | ゲストボーカル参加 |

### 参加作品
| 発売日   | 商品名                                 | 歌       | 楽曲                          | タイアップ                                                    |
| 2003年   | 2003年                                 | 2003年   | 2003年                        | 2003年                                                        |
| -------- | -------------------------------------- | -------- | ----------------------------- | ------------------------------------------------------------- |
| 1月22日  | もみじ コンプリートサウンドトラック    | 尾形聡子 | 「この想い」                  | PCゲーム『もみじ〜ワタシ…人形じゃありません〜』イメージソング |
| 2004年   |                                        |          |                               |                                                               |
| ？       |                                        | 尾形聡子 | 「Letters〜よく晴れた朝に〜」 | PCゲーム『いもうと〜Sweet&Bitter〜』オープニングテーマ        |
| 2009年   |                                        |          |                               |                                                               |
| 7月3日   | Ayai Factory Selecthion Vol.1 PROLOGUE | 尾形聡子 | 「祝ひ歌」                    |                                                               |
| 2012年   |                                        |          |                               |                                                               |
| 1月21日  | TELEPORTATION                          | 尾形聡子 | 「」                          |                                                               |
| 10月28日 | 岡崎律子トリビュート -The 1st Star-    | 尾形聡子 | 「4月の雪」                   |                                                               |
| 2013号   |                                        |          |                               |                                                               |
| 8月12日  | 岡崎律子トリビュート -The 2nd Voices-  | 尾形聡子 | 「friend ship」               |                                                               |

### コーラス参加
- OVA『ランジェリー戦士 パピヨンローゼ』オープニングテーマ「Rosetta」、エンディングテーマ「Memories」（2003年4月25日）

### その他
- 蒼いねがい〜Everlasting blue〜（1999年8月2日） - 小梅伍として
- 大好き!（2000年8月30日） - Kirakira☆メロディ学園として